# Susana Cano González
Susana Cano González (Ciudad de México, 2 de junio de 1949 - 10 de agosto de 2024) fue una política mexicana, integrante del partido Movimiento Regeneración Nacional (Morena). Era diputada federal, elegida para el periodo de 2018 a 2021 y reelegida para el de 2021 a 2024.

## Biografía
Era técnica en enfermería, laborando como enfermera en el Instituto Mexicano del Seguro Social (IMSS) de 1968 a 2002 y fue coordinadora de personal de Enfermería de Especialidades y Asistentes Médicas de Medicina Familiar de 1982 a 2002. Entre 1982 y 1988 fue también docente de materias de enfermería.
A partir de 2014 fue miembro activo de Morena, de ese año a 2015 impartió cursos de inyecciones y primeros auxilios a los comités de base del partido y en 2016 fue coordinadora territorial de Morena en los distritos electorales 20 federal y 14 local.
En 2018 fue elegida diputada federal por el principio de representación proporcional a la LXIV Legislatura que concluyó en 2021. En esta legislatura fue secretaría de la comisión de Seguridad Social; e integrante de las comisiones de Derechos de la Niñez y Adolescencia; y, de Derechos Humanos. En 2021 fue reelegida al cargo por el mismo principio, esta vez a la LXV Legislatura que concluirá en 2024 y en la cual fue secretaria de las comisiones de Seguridad Social; y, de Vivienda; e integrante de la comisión de Seguridad Ciudadana.
Falleció en el ejercicio de su cargo como diputada, el día 10 de agosto de 2024 a los 75 años de edad.